# Marko Albert
Marko Albert (Tallinn, 25 de junho de 1979) é um triatleta profissional estoniano.

## Carreira
Marko Albert competidor do ITU World Triathlon Series, disputou os Jogos de Atenas 2004, terminado em 21º e Pequim 2008, ficando em 41º.